# Río Ruda
El río Ruda (en aranés: Arriu de Ruda) es un curso de agua del noreste de la península ibérica, afluente del río Garona. Discurre por la provincia española de Lérida.

## Descripción
Discurre por la provincia catalana de Lérida. Nace en los Pirineos, entre los municipios de Alt Aneu y Alto Arán, fluyendo en dirección de sureste a noroeste, y pasando por los alrededores de localidades de Salardú y Tredós, desembocando en el río Garona. Aparece descrito en el decimotercer volumen del Diccionario geográfico-estadístico-histórico de España y sus posesiones de Ultramar de Pascual Madoz de la siguiente manera:

RUDA: riach. en la prov. de Lérida, part. jud. de Viella: tiene su origen en la montaña de su nombre, y corre describiendo varias curvas con direccion de SE. á NO., regando algunos prados en los términos de Salardú y Tredós, y desaguando después en el Garona; le cruza un puente que tiene el mismo nombre del r.
(Madoz, 1849, p. 589)

Las aguas del río terminan vertidas en el océano Atlántico, en la costa occidental francesa.